# Kerstin Thorék
Kerstin Linnea Thorék, alternativt Torek-Ågren, född 16 september 1934 i Skellefteå, är en svensk poet, författare och bibliotekarie.

## Biografi
Thorék föddes 1934 i Skellefteå. Hon har en filosofie kandidat i teatervetenskap och har utbildat sig till både skådespelare och bibliotekarie.
Thorék debuterade som poet 1964, med diktsamlingen Ta ner änglarna. Sedan dess har hon get ut sex stycken diktsamlingar till. Utöver sina diktsamlingar har hon även skrivit barnlitteratur, samt översättningar till svenska av bland annat Eeva Kilpi och Gabriela Melinescu. Amelie Björck lyfter fram henne som en av flera kvinnliga poeter som debuterade under början av 1960-talet, tillsammans med Ragna Kellgren, Filippa Rolf, Ruth Halldén och Barbro Dahlin.
1981 mottog Thorék Sigtunastiftelsens författarstipendium.